# Gautxo menut
El gautxo menut (Agriornis murinus) és una espècie d'ocell de la família dels tirànids (Tyrannidae) que habita matolls del centre i sud-est de Bolívia, oest del Paraguai i oest de l'Argentina.